# Picripleuroxus striatus
Picripleuroxus striatus är en kräftdjursart som först beskrevs av Schödler 1863.  Picripleuroxus striatus ingår i släktet Picripleuroxus och familjen Chydoridae. Inga underarter finns listade i Catalogue of Life.